# Hymne à Vénus (Holmès)
L'Hymne à Vénus est une mélodie de la compositrice Augusta Holmès composée en 1892.

## Composition
Augusta Holmès compose cette mélodie en 1892, sur un poème qu'elle écrit elle-même. Il existe deux versions : une pour mezzo-soprano et une pour ténor ou soprano. La mélodie est éditée chez Henri Tellier. L'illustration est signée Barbizet.

## Poème
Le poème est écrit par Augusta Holmès :
Ô Vénus, si blanche et si blonde,

Je soupire à tes pieds nus !

Lys du ciel, écume de l'onde,

Rose ineffable, ô Vénus !

Tes accents ont brûlés ma vie

D'une ardeur inassouvie !

Et de tes yeux

Plein d'azur radieux

J'ai subi la langueur lumineuse !

Ô Vénus, divine amoureuse !

Ouvre tes bras, ô Bienheureuse !

Ta douceur féconde la terre,

Ta splendeur ravit les cieux !

Ta beauté m'enivre et m'altère

Comme un fruit délicieux !

Dans l'exil où gémit mon âme

Tout mon être te réclame !

Pour te saisir,

Tendre fleur du désir

Je consens à la mort ténébreuse !

Ô Vénus, divine amoureuse !

Donne moi l'heure bienheureuse !

## Réception
L'Hymne à Vénus a été joué à Amiens, interprété par Jean Bartet, en 1894. Il a aussi été joué au Grand concert extraordinaire d'Angers en 1900. Selon Ludwig, auteur au Angers-artiste, l'Hymne à Vénus est d'une inspiration grandiose, mais plus humaine que l'Hymne à Apollon, car Vénus serait la plus humaine de toutes les déesses. En 1901, à Caen, a eu lieu un festival Augusta Holmès où la mélodie est interprétée par M. O'Sullivan, accompagnée de la compositrice elle-même au piano. La même année, à Aix-les-Bains, la mélodie est chantée par M. Bruzzi. À la mort de la compositrice, l'Hymne à Vénus est cité parmi les mélodies qui ont le plus marqué le public. En 1904, l'Hymne est toujours joué, comme à Auteuil, où il a été interprété par M. Le Béral. En 1906, salle Monceau, Clémence Deslandres l'a interprétée, accompagnée de Mme Barraine. En 1907, Ernest Degenne organise un concert spécial Augusta Holmès « dans sa jolie villa de Versailles ».